# AISE
Association internationale de la Savonnerie, de la Détergence et les Produits d'Entretien, AISE, är en internationell organisation för att tillvarata den kemiindustrins intressen inom områdena tvättmedel, rengöringsmedel och underhållsprodukter. Medlemmar är 34 nationella organisationer i 39 länder plus 9 direktanslutna företag.